# Municipio de Elva
El municipio de Elva (estonio: Elva vald) es un municipio estonio perteneciente al condado de Tartu.

## Localidades (población año 2011)
- Aakre 289
- Annikoru 294
- Astuvere 22
- Atra 47
- Elva 5,607
- Ervu 130
- Härjanurme 24
- Hellenurme 456
- Järvaküla 68
- Järveküla 58
- Käärdi 551
- Kaarlijärve 140
- Kaimi 111
- Kalme 102
- Käo 47
- Kapsta 48
- Karijärve 56
- Kipastu 23
- Kirepi 129
- Kobilu 36
- Kõduküla 115
- Konguta 135
- Koopsi 33
- Koruste 110
- Külaaseme 34
- Kulli 70
- Kureküla 37
- Kureküla 113
- Kurelaane 74
- Lapetukme 123
- Lembevere 46
- Lossimäe 116
- Mäelooga 51
- Mäeotsa 54
- Mäeselja 50
- Majala 71
- Mälgi 72
- Metsalaane 162
- Mõisanurme 186
- Nasja 35
- Neemisküla 74
- Noorma 57
- Paju 50
- Palamuste 36
- Palupera 203
- Palupõhja 0
- Pastaku 42
- Pedaste 32
- Piigandi 45
- Poole 40
- Pööritsa 94
- Poriküla 22
- Pühaste 51
- Puhja 923
- Purtsi 34
- Raigaste 70
- Rämsi 218
- Rannaküla 45
- Rannu 374
- Rebaste 62
- Ridaküla 67
- Rõngu 799
- Saare 4
- Sangla 25
- Suure-Rakke 59
- Tamme 23
- Tammiste 114
- Tännassilma 47
- Teedla 139
- Teilma 35
- Tilga 106
- Uderna 125
- Ulila 266
- Urmi 42
- Utukolga 14
- Vahessaare 52
- Väike-Rakke 99
- Valguta 149
- Vallapalu 51
- Vehendi 71
- Vellavere 46
- Verevi 41
- Vihavu 19
- Võllinge 19
- Võsivere 61[1]